# Реџеп Митровица
Реџеп Митровица (алб. Rexhep Mitrovica; Косовска Митровица, 15. јануар 1888 — Истанбул, 21. мај 1967) албански је политичар. Био је премијер Краљевине Албаније под Трећим рајхом. Тврди националиста, изабран је за шефа Друге призренске лиге. Члан организације Бали Комбетар, одликован је Орденом слободе од стране Републике Косово.

## Цитати
За албанске комунисте је говорио да нису Албанци јер тврди да:
Албанци, као Аријевци илирског порекла, нису могли да игноришу традицију и били би спасени од хидре комунизма.